# Wirtschaft Madagaskars

Entwicklung des realen Bruttoinlandsprodukts pro Kopf ab 1950

Die Wirtschaft Madagaskars weist die üblichen Merkmale eines Entwicklungslandes auf.

## Infrastruktur

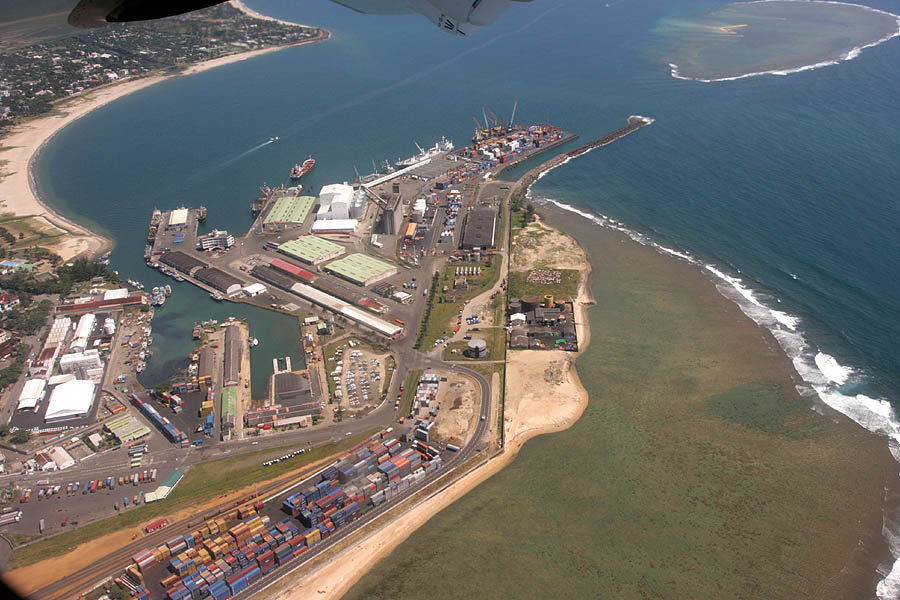
Toamasina, Madagaskars bedeutendster Hafen

Der Ausbau der Infrastruktur wird durch die Weltbank, die Europäische Union und die Afrikanische Entwicklungsbank (ADB) gefördert.
Die Investitionsbedingungen, wie vorhersehbares Verwaltungshandeln, Unbestechlichkeit der Entscheidungsträger, Rechtssicherheit, Zugang zu Krediten, Infrastruktur und Ausbildungsstand sind häufig noch nicht gegeben. Die Regierung versucht jedoch, durch ein Investitionsgesetz den Immobilienerwerb und die Geschäftsvisa zu erleichtern und damit Investoren anzulocken. Zu diesem Zweck wurde außerdem eine zentrale Anlaufstelle für Investoren (EDBM) eingerichtet.
Madagaskar ist Mitglied zahlreicher Wirtschaftsorganisationen wie dem Internationalen Währungsfonds, der Weltbank, der Welthandelsorganisation und seit dem 17. August 2005 auch der Südafrikanischen Entwicklungsgemeinschaft (SADC).
Das Wirtschaftswachstum Madagaskars lag im Jahr 2007 bei 6,3 Prozent; die Inflationsrate im selben Jahr bei 8,2 Prozent.
Das Wirtschaftswachstum basiert auf der Textil- und Garnelenproduktion sowie auf dem Tourismus.
Im Allgemeinen bleibt die Wirtschaft jedoch aufgrund der geringen Diversifizierung anfällig für Wirtschaftsschocks.
Während das Bruttoinlandsprodukt 2006 um 4,7 Prozent stieg, stieg es 2007 um 6,3 Prozent. Das BIP lag 2007 bei 7,503 Milliarden US-Dollar, was zu einem Bruttoinlandsprodukt von 370 US-Dollar pro Kopf führt. Noch 2006 lag das BIP pro Kopf bei 289 US-Dollar. Der Staatshaushalt basiert zu 40 Prozent auf Geberleistungen. Das Haushaltsdefizit belief sich 2007 auf fünf Prozent.
Die Strukturanpassungsprogramme zur Verbesserung der Staatseinnahmen werden von IWF und der Weltbank gelegt.
Madagaskar verzeichnete Erfolge beim Abbau der Staatsverschuldung. Während diese 2003 bei 4,8 Milliarden US-Dollar lag, sank sie auf 1,9 Milliarden US-Dollar im Jahr 2007. Die Regierung beschloss eine nationale Armutsbekämpfungsstrategie, die von 2007 bis 2012 läuft und unter anderem ein höheres Wirtschaftswachstum vorsieht.

## Landwirtschaft

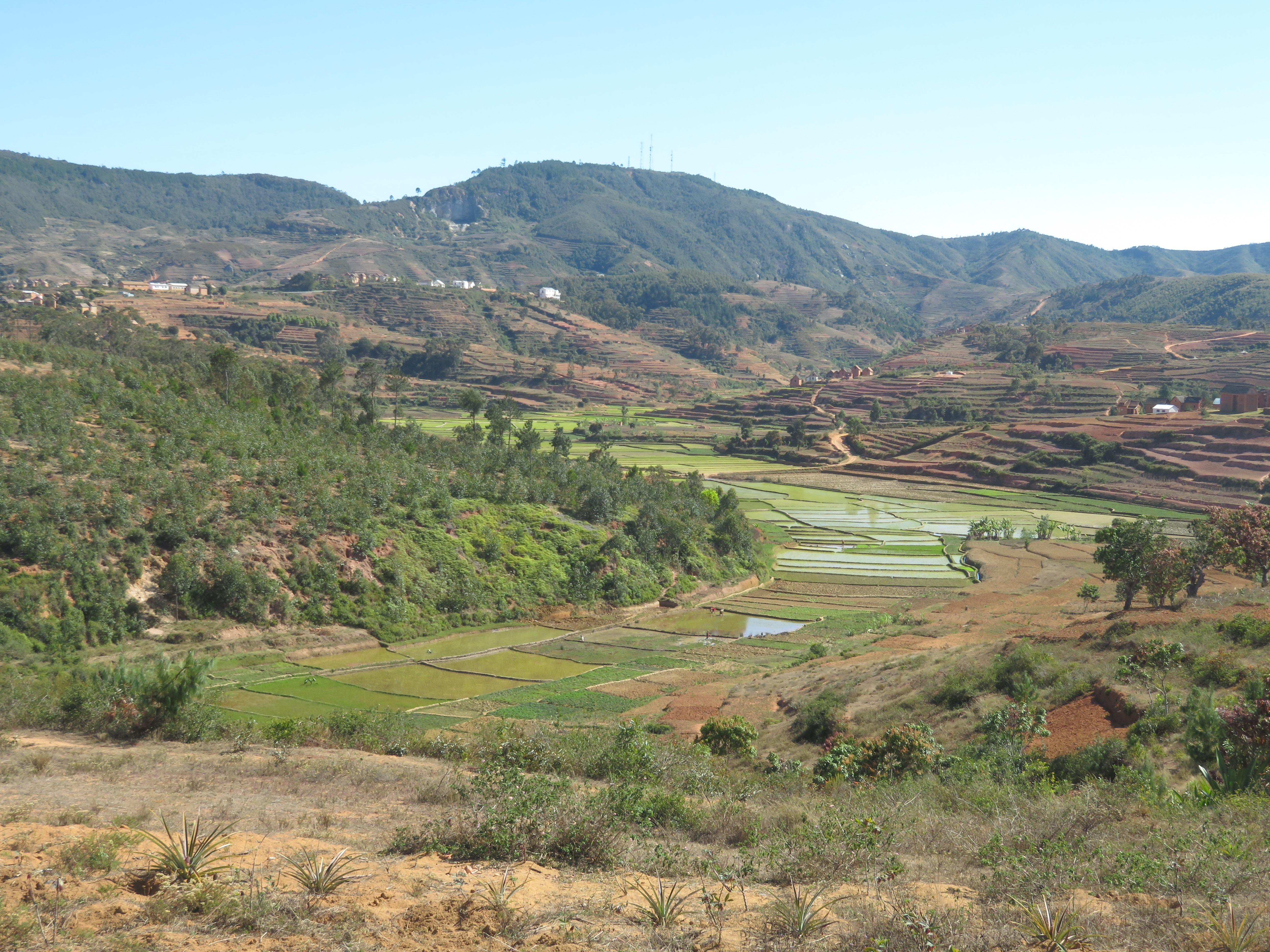
Reisfelder und -terrassen bei Fianarantsoa

Reis ist mit weitem Abstand das bedeutendste Agrarprodukt Madagaskars, da Reis das wichtigste Grundnahrungsmittel der Bevölkerung ist. Er wird, ganz im Gegensatz zu den übrigen Ländern Afrikas, hier nicht nur in der Ebene auf Feldern angebaut, sondern – wie in Indonesien und auf den Philippinen – ebenfalls auf Terrassen an vielen Berghängen. Reis wird auf einer Fläche von rund 1,5 Mio. ha angebaut, während Vanille, das wichtigste Exportprodukt, nur eine Fläche von 60 000 ha bedeckt. Der Reisanbau erfolgt hauptsächlich im Rahmen von Subsistenzwirtschaft, und nur 23 % der Reis anbauenden Betriebe produzieren für den Verkauf.
Madagaskar, weltweit der mit Abstand wichtigste Produzent von Vanille, exportiert jährlich 2 000 - 3 500 t Vanille, die ausschließlich für den Export kultiviert wird und in der einheimischen Küche keine Verwendung findet. Die wichtigsten Abnehmerländer dabei sind Frankreich, die USA und Kanada. Der Vanilleanbau, von dem rund 60 000 Familien leben, erfolgt größtenteils in Kleinbetrieben vor allem im Nordosten des Landes und ist sehr abhängig von den schwankenden Weltmarktpreisen für Vanille. Auch für Gewürznelken und Zimt ist Madagaskar eines der wichtigsten Lieferländer.
Die Landwirtschaft stellt mit 36 % am Bruttoinlandsprodukt nach dem Dienstleistungssektor den wichtigsten Wirtschaftszweig dar. Landwirtschaft wird in Madagaskar jedoch hauptsächlich als Subsistenzwirtschaft betrieben, was vor allem auf die Probleme beim Zugang zum Markt zurückzuführen ist. Die Regierung sieht daher durch das Entwicklungsprogramm den Aufbau einer wettbewerbsfähigen Agroindustrie vor. Das Land verfügt neben der Vanilleproduktion über eine starke Marktposition in Garnelen. Derzeit laufen Versuche, Kraftstoffe aus nachwachsenden Rohstoffen zu gewinnen. Hierzu gehören Biodiesel aus Jatropha und Biobenzin aus Ethanol.
Das Land steht jedoch durch die Waldrodung vor schwerwiegenden Problemen, wie der Bodenerosion. Infolgedessen sieht der MAP eine Waldschutzfläche von sechs Millionen Hektar vor.
Der Daewoo-Logistics-Konzern aus Südkorea plante 2008 auf Madagaskar eine Fläche von 13.000 Quadratkilometern für einen Zeitraum von 99 Jahren zu pachten, um dort auf industrielle Weise vor allem Mais und Palmöl zur Gewinnung von Biokraftstoffen anzubauen. Diese Pläne scheiterten jedoch nach gewaltsamen Protesten der Bevölkerung und einem daran anschließenden Putsch, der die Regierung stürzte. Dennoch drängen weitere kleinere Unternehmen in den Markt der Landnahme. Auch Daewoo operiert weiterhin in Madagaskar unter dem Deckmantel einer lokalen Tochterfirma.

## Bergbau und Industrie
Der Industriesektor trägt 15 % zum Bruttoinlandsprodukt Madagaskars bei, wobei dieser als Antreiber für die Wachstumsentwicklung angesehen wird. Zurzeit existieren 102 Unternehmen mit insgesamt 115.000 Beschäftigten.
Das Land verfügt über relativ reiche Bodenschätze. Zu ihnen gehören hauptsächlich Titan und Nickel, außerdem werden in der Straße von Mosambik Ölvorkommen vermutet. Titan kommt als Ilmenit in Sanden an der Südostküste in der Region Anosy vor. Seit 2009 wird es mit Investitionshöhen von 585 Millionen US-Dollar vom Bergbauunternehmen QMM, einer Tochtergesellschaft von Rio Tinto, abgebaut. Zur Verschiffung des Erzes wurde ein neuer Hafen (Ehoala) bei Tolagnaro errichtet. Insbesondere die mit diesem large-scale extractive investment verbundenen Eingriffe in die extrem artenreiche Natur führten dazu, dass die Region Anosy in die UN-Liste der 50 schlimmsten Opferzonen der Welt aufgenommen wurde.
Außerdem wurden bei Manantenina, 110 km nördlich Tolagnaro Bauxitvorkommen entdeckt, deren Abbau Rio Tinto Alcan plant. Für den Nickelabbau im Osten des Landes wollen Sherritt, Sumitomo Group, SNC Lavalin und Korea Resources 3,225 Milliarden US-Dollar investieren. Die schwer zugängliche Eisenerz-Lagerstätte Soalala im Nordwesten des Landes enthält 800 Millionen Tonnen Erz. Die chinesische Firma Wuhan Iron & Steel erhielt 2010 die Lizenzen zum Abbau des Erzes.

## Außenwirtschaft
Madagaskar exportiert vor allem Textilien, Strickwaren, Vanille und Garnelen. Hauptabnehmer sind Frankreich und die USA. Hauptimportgüter sind Konsumgüter und Rohölprodukte, wobei hier die wichtigsten Herkunftsländer Frankreich und China sind. Durch die steigenden Weltmarktpreise in den Jahren 2006 und 2007 konnte Madagaskar seine Exporteinnahmen erhöhen und das Handelsdefizit senken.